# 常春藤穴粉蝨
常春藤穴粉蝨（学名：Aleurolobus hederae）为粉蝨科穴粉蝨屬下的一个种。